# Monestir de Sant Pelayo de Antealtares
El Real Monestir de Sant Pelayo d'Antealtares (Mosteiro de Sant Paio de Antealtares en gallec), actualment, és un convent espanyol de monges benedictines de clausura situat a Santiago de Compostel·la, pertanyent des de la seva fundació a l'Orde benedictí. Es troba en el centre històric, enfront de la capçalera de la catedral de Santiago de Compostel·la, tancant la plaça de la Quintana.

## Història
Antealtares va ser originàriament monestir de monjos sota l'advocació de Sant Pere. Cap a mitjans del segle xii, va acabar per rellevar a Sant Pere com a titular Pelayo, el nen màrtir gallec.
La seva comunitat va formar part essencial, des de l'Alta Edat Mitjana, del nucli devocional i cultural del “Locus Santi Jacobi” fundat per Alfons II d'Astúries a la primera cambra del segle IX. La seva tasca es va centrar en la cura de l'Altar de l'Apòstol, el servei litúrgic i l'atenció dels primers pelegrins. Amb el lliurament dels monjos d'Antealtares, Compostela va arribar a ser un gran focus d'espiritualitat i de cultura.
Al 1499, el reformador Fra Rodrigo de València, per mandat dels Reis Catòlics, va decidir que fos aquest monestir el centre de la reforma dels monestirs femenins de l'ordre en Galícia, confirmant-se la fundació i dotació mitjançant butlles papals de Innocenci VIII i Alexandre VI i l'autoritat del Capítol General de la Congregació de Valladolid el dia 23 de juliol de 1499.
Cinc-cents anys després d'aquest esdeveniment les Seguidores del Sant de Núrsia continuen en Antealtares com a única presència monàstica, però en continuïtat d'aquelles altres de l'Ordre que va tenir la ciutat de Santiago des dels seus mateixos orígens a principis del segle ix.